# Vamos Brincar de Forca
Vamos Brincar de Forca foi um programa de televisão brasileiro da década de 1960, exibido pela TV Paulista e apresentado pelo empresário e apresentador de televisão Silvio Santos. Foi o primeiro programa apresentado por Silvio, e teve sua estreia em 3 de junho de 1960.
Em 2012, Silvio voltou a apresentar o programa. Totalmente reformulado, deixando seu formato original de lado e trazendo modernidade à obra. Foi patrocinado pela Jequiti Cosméticos, uma das empresas pertencentes ao Grupo Silvio Santos. Nos seus primeiros anos, era patrocinado pelo então Baú da Felicidade, também de propriedade do apresentador. No início de 2013, o programa foi substituído pelo clássico Roda a Roda. 
Em uma feira internacional, o programa despertou interesse e o formato foi vendido para a agência Global Agency da Turquia para distribuição a nível mundial, internacionalmente o programa está sob o nome Let’s Play Hangman.